# Steven Vandeput

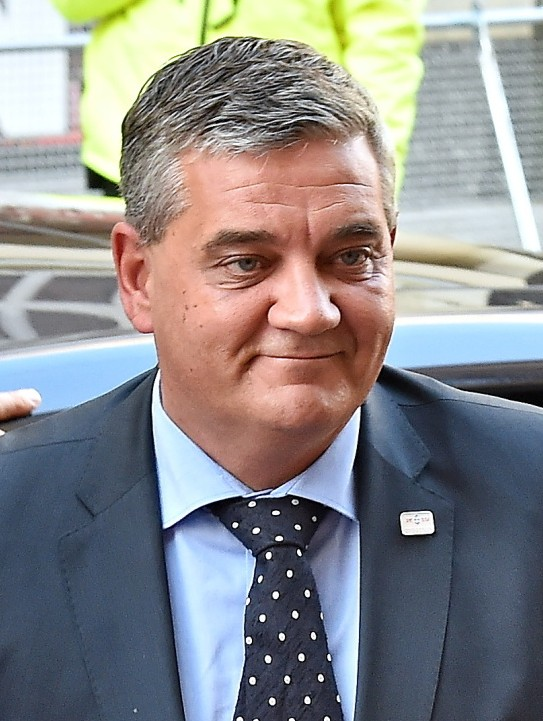
Steven Vandeput (2016)

Steven Vandeput (* 30. März 1967 in Hasselt) ist ein belgischer Unternehmer und Politiker der Nieuw-Vlaamse Alliantie (N-VA). Er war von 2014 bis 2018 Verteidigungsminister in der föderalen Regierung Michel. Seit 2010 ist er für die N-VA in der föderalen Abgeordnetenkammer vertreten. Auf lokaler Ebene hat Vandeput seit 2019 das Amt des Bürgermeisters von Hasselt inne.

## Leben
Steven Vandeput studierte Handels- und Finanzwissenschaft an der Economische Hogeschool Limburg (heute in der Universität Hasselt aufgegangen). Danach stieg er in den Familienbetrieb ein wurde selbstständiger Unternehmer im Bausektor. Als junger Unternehmer war er Präsident von JCI-Flandern und JCI-Belgien und Vize-Vorsitzender von Junior Chamber International (weltweit).
Innerhalb der N-VA war Steven Vandeput bis 2010 Vorsitzender des Regionalverbands Limburg. Seinen Einstieg in die aktive Politik machte er im Jahr 2010, als er in die föderale Abgeordnetenkammer gewählt wurde. Dort fiel er insbesondere als Experte für Finanz- und Haushaltsfragen auf und verfolgte die Fragen zur belgischen Staatsbahn.
In der sogenannten „Schweden-Koalition“, der Föderalregierung unter Premierminister Charles Michel (MR), erhielt Steven Vandeput schließlich im Oktober 2014 den Posten des Verteidigungsministers. Ferner gehört der öffentliche Dienst zu seinen Ressorts.
Auf lokaler Ebene ist er seit 2012 Mitglied des Gemeinderats in Hasselt. Bei den Kommunalwahlen vom 14. Oktober 2018 führte Vandeput als Spitzenkandidat die N-VA zum Wahlsieg. In der Folge beschloss er, das Bürgermeisteramt anzunehmen und den Posten des Verteidigungsministers an Sander Loones (N-VA) abzugeben.
Am 7. Januar 2021 ging ein Video vom Juni 2020 viral, in dem man sieht wie ein angetrunkener Mann auf einem Fahrrad, während eines Fernsehinterviews, Vandeput rammt und ihn als „lul“ (sinngemäß „Depp“) bezeichnet. Der Mann wurde anschließend von einem Sicherheitsbeamten umgeschubst. Das Video erreichte Anfang 2022 rund 11 Millionen Aufrufe.

## Übersicht der politischen Ämter
- 2010 – heute: Mitglied der föderalen Abgeordnetenkammer (teilweise verhindert)
- 2012 – heute: Gemeinderatsmitglied in Hasselt
- 2014 – 2018: Föderaler Verteidigungsminister, mit dem öffentlichen Dienst beauftragt, in der Regierung Michel
- ab 2019: Bürgermeister von Hasselt